# Lune de miel (film d'Ioana Uricaru, 2018)
Pour les articles homonymes, voir Lune de miel.
Pour plus de détails, voir Fiche technique et Distribution.
Lune de miel (Lemonade) est un film roumano-canado-germano-suédois, premier long métrage de la réalisatrice roumaine Ioana Uricaru et sorti en 2018.

## Fiche technique
- Titre : Lune de miel
- Titre original : Lemonade
- Réalisation : Ioana Uricaru
- Scénario : Tatiana Ionascu et Ioana Uricaru
- Photographie : Friede Clausz
- Costumes : Dana Paparuz et Jenn Pocobene
- Son : Kai Tebbel et Olaf Mehl
- Montage : Mircea Olteanu
- Musique : Oliver Alary
- Production :  Mobra Films - Peripheria Productions - 42film (coproduction : Canada - Allemagne - Suède)
- Distribution : ASC Distribution
- Lieu de tournage : Québec
- Pays :  Roumanie,  Québec ( Canada),  Allemagne et  Suède
- Durée : 88 minutes
- Dates de sortie : 
  - Allemagne : 19 février 2018 (première mondiale à la Berlinale 2018)
  - Allemagne : 4 octobre 2018
  - Roumanie : 26 octobre 2018
  - Canada : 23 novembre 2018
  - France : 13 mars 2019
  - Mexique : 9 août 2019

## Distribution
- Mãlina Manovici : Mara
- Dylan Smith (en) : Daniel
- Steve Bacic : Moji
- Milan Hurduc : Dragos
- Ruxandra Maniu : Aniko
- Victor Gomez
- Meghan Allen
- Lisa Bronwyn Moore (en) : Muriel

## Distinctions

### Récompenses
- Festival international du film de femmes de Salé 2018 : grand prix[1]

### Sélections
- Berlinale 2018[2]
- Festival Premiers Plans d'Angers 2018[3]
- Festival GoEast 2018[4]